# Доріс Лессінг
До́ріс Мей Тейлор, у шлюбі Ле́ссінґ (англ. Doris May Lessing, англ. Taylor); 22 жовтня 1919, Керманшах, Персія — 17 листопада 2013, Лондон) — англійська феміністська письменниця та поетеса, лавреатка Нобелівської премії з літератури.

## Біографія
Народилася в британській сім'ї за місцем служби батька, банківського клерка. 1925 року батько придбав кукурудзяну ферму в Південній Родезії (тепер Зімбабве), й родина переїхала туди.
Доріс рано почала самостійне життя, працювала нянею, телефоністкою, стенографісткою, опублікувала кілька оповідань. До 1939 року була двічі одружена, потім разом із сином виїхала до Лондона, де почала справжню літературну кар'єру.
Дебютний роман — «Трава співає» (1950). Згодом опублікувала збірки оповідань «Країна старого вождя» (1951), «Звичка любити» (1957), «Африканські оповідання» (1961). До пенталогії «Діти насильства» увійшли романи «Марта Квест» (1952), «Пристойний шлюб» (1954), «Відгомін бурі» (1958), «Середземне» (1965) та «Місто за чотирма брамами» (1969).
Ці твори належать до першого етапу її творчості, що характеризується гострою критикою расизму на півдні Африки та лівими політичними уподобаннями (протягом 1952–1956 років вона була членкинею Британської комуністичної партії, а в'їзд до Південної Африки був для неї заборонений від 1956 до 1995).
Від 1960-х років проблеми дискримінації залишаються провідною темою її прози, але поширюються з суто расових на молодь, жінок тощо. Крім того, посилюється психологічний аналіз. До цього періоду належать романи «Золотий щоденник» (1962; був сприйнятий як маніфест фемінізму), «Інструкція до спуску в пекло» (1972), «Мемуари вцілілого» (1974), «Літо перед смерком» (1976), «Добрий терорист» (1985).
Третій етап — дослідження альтернативного (інопланетного) погляду на стан і перспективи людської цивілізації в циклі науково-фантастичних (з елементами антиутопії) романів «Канопус в Аргосі: архіви» (відкривається романом «До відома: колонізована планета 5, Шикаста») (1979—1983; сама Лессінг вважає цей цикл своїм найкращим твором, хоч не всі критики з цим погоджуються). Характерною прикметою цих романів є широке використання суфійських ідей. Фантастичними є також романи «Мара та Данн» (1999) та його продовження «Історія дочки генерала Дана та Мари, Гріота й Сніжного Собаки» (2005), де розповідається про глобальну катастрофу та поворот до примітивніших форм людського існування, але з надією на відродження людяності.
Романи «Щоденник доброго ближнього» (1983) та «Якби старі могли» (1984) опублікувала під псевдонімом Джейн Сомерс.
Лавреатка Нобелівської премії 2007 року (найстаріша за віком лавреатка у галузі літератури на момент присудження). Вона також була лише одинадцятою жінкою, нагородженою Нобелівською премією з літератури Шведської академії за її 106-річну історію. 2017 року, всього через 10 років, її Нобелівська медаль була виставлена на аукціон. Раніше на аукціоні була продана лише одна Нобелівська медаль з літератури — Андре Жида в 2016 році.

## Українські переклади
- Українською мовою перекладено повість «Домівка гірської худоби» («Всесвіт», 1977, № 5; перекладач — Ростислав Доценко) зі збірки «Five» (1953).